# 高専教員
高専教員（こうせんきょういん）とは、高等専門学校における教員のことである。

## 高専教員の系譜と歴史
- 設立当初：設置基準[1]の他、任用候補者はさらに文部省の主宰する委員会の審査承認が必要[2]
- 2014年、専攻科の指導教員の審査が実施
- 2015年、上記の審査で適の教員のみが特別研究・修了研究といった科目（学修総まとめ科目）の研究指導ができることに

## 日本の高専教員

### 職務
学校教育法（昭和22年法律第26号）第120条には、「校長、教授、准教授、助教、助手及び事務職員を置かなければならない」とあり
高等専門学校の教授の職務として「専攻分野について、教育上又は実務上の特に優れた知識、能力及び実績を有する者であつて、学生を教授する。」と定められている。

### 職階と職務
学校教育法（昭和22年法律第26号）第120条に基づく高専教員の職階は、次の通りである。
- 教授は、専攻分野について、教育上又は実務上の特に優れた知識、能力及び実績を有する者であつて、学生を教授する。

- 准教授は、専攻分野について、教育上又は実務上の優れた知識、能力及び実績を有する者であつて、学生を教授する。

- 助教は、専攻分野について、教育上又は実務上の知識及び能力を有する者であつて、学生を教授する。

- 助手は、その所属する組織における教育の円滑な実施に必要な業務に従事する。

- 講師は、教授又は准教授に準ずる職務に従事する。

### 高専教員の資格
高専を含む大学等の高等教育機関の教員となるための資格は、学校教育法に基づいて定められている文部省令・文部科学省令である「大学設置基準」「短期大学設置基準」「大学院設置基準」「専門職大学院設置基準」「高等専門学校設置基準」「大学の設置等の認可の申請及び届出に係る手続等に関する規則」などに定められている。

### 専攻科教員の資格
日本の高専教員の専攻科でかつ、認定専攻科でかつ、特例適用の科目（学修総まとめ科目）の指導教員となるには、適、が必要である。
これは審査結果の教員一覧表に適と記載されていることから称される。
この資格審査は、独立行政法人大学改革支援・学位授与機構の審査（教育の実施状況等の審査（レビュー））で行われる。
審査内容は学位の種類、有無、研究業績であり、専攻の分野との不一致（例：工学の学士を与えるのに、その専門でないなど）や研究業績が少なく適にならなかったことが報告されている
なお、専攻科の講義・実験を教える教員としての資格は、学位授与機構の審査で疑義がなされないことが必要である。

### 特例適用専攻科[5]
認定専攻科のうち、学士の学位を外部の試験なしに与えることができるようにした制度の略称で、2015年から開始された。外部の試験を受験することは必要ではないが、学士の学位を認定して授与するのは学位授与機構なので、高専の学生であっても取得した単位の申請、学修総まとめ科目の履修計画書の作成や審査料を納付する必要がある。
履修計画書の作成には適を取得している指導教員の指導が必須で、単位等を入力するためには所属する高専の事務職員等を経由してパスワード等を得る必要がある。

### 認定専攻科[6]
高等専門学校を卒業後、専攻科を修了、必要な単位数を取得学位取得し外部試験を受験して合格すれば学士の学位を与えることが可能と認定された専攻科のこと。（機構認定短期大学・高等専門学校専攻科より）

### 特任・嘱託教員（特任教授・特任准教授・特任講師）
高専教員の中には、特任教授・特任准教授・特任講師というものもある。高専により、その内規には差異があるが、定年（63歳～65歳程度）によって専任教授の地位を退いた研究者が第2次の定年（65歳またはそれ以上）まで勤務するため、もしくは特定の専門分野や活動の形態、学科を挙げてのプロジェクトなどと関連して任命される。1年から数年の期限付きであることも多い。法令上の扱いは専任教員と同じ扱いとなる。主任、学科長、各種委員会委員長などの通常の管理業務や各種会議への参加を免除若しくは認められない場合が多い。

## 名誉教授の称号
名誉教授は、学校教育法第123条の規定に基づいて、校長、教授、准教授又は講師として務めた人に対して、教育上又は学術上特に功績のあった者に対し、各高専の定めるところにより授与される称号であって職ではない。
名誉教授の称号は、教育上又は学術上功績があるといういわば実質要件が満たされていることに加え、何年教授として在職したのかといういわば形式要件が満たされているのでなければ、授与されない。授与基準は各高専によって異なる。

### 大学の教授と高専の教授の違い
学校教育法第92条の大学の教授の「教授は、専攻分野について、教育上、研究上又は実務上の特に優れた知識、能力及び実績を有する者であつて、学生を教授し、その研究を指導し、又は研究に従事する。」と違い、学校教育法第120条の高等専門学校の教授は「教授は、専攻分野について、教育上又は実務上の特に優れた知識、能力及び実績を有する者であつて、学生を教授する。」であり、学生に対する研究指導、研究そのものに対する活動は、明文化されていない。
国立高等専門学校機構教職員就業規則の３条で「二 教員 機構において，主に教育，研究の業務に従事する者（校長，教授，准教授，講師（常時勤務する者に限る。），助教及び助手）をいう」と定められ、6条（遵守遂行）で、「 機構及び教職員は，それぞれの立場でこの規則を誠実に遵守し，その実行に努めなければならない。」と定められている。

## 教育が関係する部局における職階
- 校長
- 副校長[注釈 1][8]
- 教務主事 - 学生主事- 寮務主事[9]および各主事補
- 専攻科長
- 学科長 - 学科主任- 専攻科長
- 教授
- 准教授
- 講師
- 助教
- 助手
- 特任教授 等

## 「教授」を冠する称号
- 名誉教授

## 高専教員の業務[10]
多くの高専の教員は以下の業務を行っている。各校により差異はある。
- 教務主事、寮務主事、寮務主事[13]および各主事補
- 研究主事または総務主事あるいは、広報主事等および各主事補[14]
- 講義・実験・実習・演習
- クラス担任
- クラブ（部活）顧問
- 学生引率
- 学生寮の宿直・日直[15]
- 入試
- 各種学内委員会（教務委員会、学生委員会、寮務委員会等）、ワーキンググループ等
- 研究